# Municipio di Tampere
Il Municipio di Tampere (Tampereen Raatihuone in finlandese) è un edificio storico della città di Tampere in Finlandia, sede del governo locale.

## Storia
L'edificio venne eretto nel 1890 secondo il progetto di Georg Schreck. Durante la rivoluzione russa del 1905, il Manifesto rosso venne letto dal balcone del palazzo.

## Descrizione
Il palazzo presenta uno stile neorinascimentale.